# Dohrniphora monticola
Dohrniphora monticola är en tvåvingeart som beskrevs av Borgmeier 1925. Dohrniphora monticola ingår i släktet Dohrniphora och familjen puckelflugor. Inga underarter finns listade i Catalogue of Life.